# Lauzoua
Lauzoua è una città e sottoprefettura della Costa d'Avorio appartenente al dipartimento di Guitry. Conta una popolazione di 23 348 abitanti (censimento 2014).